# Il suggeritore
(Goran Gavila)
Il suggeritore è il romanzo d'esordio di Donato Carrisi pubblicato nel 2009 per Longanesi. Il libro racconta le ricerche di una Squadra Speciale di investigazioni per ritrovare alcune bambine scomparse e un serial killer. Il gruppo è guidato dal criminologo Goran Gavila e affiancato da Mila Vasquez come esperta di persone scomparse.
Il libro è stato pubblicato in 26 paesi e ha superato il milione di copie vendute. In Italia ha avuto 19 edizioni ed è rimasto in classifica per più di 30 settimane.
Nel 2013 Carrisi ha pubblicato un nuovo romanzo dal titolo L'ipotesi del male che rappresenta sia un prequel che un sequel de Il suggeritore. Per questo Carrisi li definisce libri gemelli.

## Storia editoriale
Il libro ha conseguito i premi:
- Festival Mediterraneo del Giallo e del Noir, terza edizione (2009)[4]
- Premio Bancarella 2009[5]
- Premio Camaiore 2009 di Letteratura Gialla[6]
- XXIV Premio Letterario Massarosa 2010[7][8]
- Prix Livre de Poche 2011, attribuito dai lettori francesi per l'edizione francese de Il suggeritore (Le Chuchoteur)[9]
- Prix SNCF du polar 2011, categoria Europea, edizione francese de Il suggeritore[10]

## Trama
Una squadra speciale della polizia federale composta da Stern, Sarah Rosa, Klaus Boris e dal criminologo Goran Gavila, indaga sulla sparizione di sei bambine, il cui braccio sinistro è rinvenuto in un piccolo cimitero appositamente realizzato dal serial killer, identificato dalla squadra con il nome convenzionale “Albert”. A loro, in un secondo tempo, viene aggiunta Mila Vasquez, investigatrice specializzata nella caccia alle persone scomparse.
A un posto di blocco viene fermato un uomo sprovvisto di carta di circolazione: è Alexander Bermann, agente di commercio dalla vita apparentemente irreprensibile, sposato con Veronica. Nel bagagliaio della sua auto viene rinvenuto il corpo di una bambina senza il braccio sinistro: si tratta di Debby Gordon, 12 anni, prima bambina rapita. Viene subito rinchiuso in cella di isolamento: quando arriva la squadra di Gavila, l'uomo si è già ucciso mordendosi il polso. La polizia ben presto scoprirà che l'uomo faceva parte di una grossa rete di pedofili.
Proprio quando l'ispettore Roche sta per comunicare alla stampa la cattura del presunto killer, Gavila e Vasquez si soffermano perplessi sulla mancata denuncia di scomparsa da parte dei genitori della sesta bambina; ne deducono quindi il timore e la sua vera causa: la bambina è ancora in vita e Bermann è stato solo utilizzato dal vero serial killer.
Mila visita la stanza del college di Debby. Tra la roba trafugata dalle compagne in sua assenza vi è anche un trasmettitore di segnale GPS tuttora collegato: la squadra decide di seguirne le indicazioni, che la portano a un vecchio orfanotrofio abbandonato, adiacente a una chiesa, il cui custode è Padre Timothy. In una lavanderia posta nell'interrato dell'edificio, all'interno di una vecchia vasca e semi-immerso in lacrime umane, viene ritrovato il corpo della seconda bambina, Anneke, con in mano il trasmettitore e il viso bloccato in un innaturale sorriso. La squadra rintraccia coloro che ventotto anni prima, epoca della chiusura dell'Istituto, erano i ragazzi ospitati dall'orfanotrofio. Uno di questi, Feldher, sembra dare un indizio utile alle indagini: l'unica cosa che può portargli alla memoria «un sorriso fra le lacrime» è Billy Moore, un bambino sempre sorridente morto ventotto anni prima per meningite, fatto che fu la causa della chiusura dell'istituto.
Goran, dopo aver constatato alcune omissioni sui fascicoli, ordina la riesumazione del cadavere. Sullo scheletro del bambino sono presenti diverse fratture, e il medico legale Chang sembra escludere la meningite quale causa della morte. Gavila ipotizza che il bambino sia stato ucciso da un compagno all'orfanotrofio e che Padre Rolf, il responsabile dell'orfanotrofio, abbia nascosto l'uccisione fingendo che Billy abbia contratto la meningite, tanto più che a breve l'istituto avrebbe chiuso i battenti.
All'interno della bara di Billy viene rinvenuto il suo registratore, con il quale il ragazzino si divertiva a commentare le partite di calcio. Mentre viene ascoltata la registrazione, il commento di Billy è improvvisamente interrotto da un'incisione sovrapposta: è la confessione che un certo Ronald Dermis, coetaneo di Billy, rende a Padre Rolf e dalla quale risulta che Ronald abbia ucciso Billy spingendolo dalla torre dell'istituto e che Padre Rolf abbia insabbiato la vicenda. La polizia a questo punto diffonde la notizia che un certo Ronald Dermis, di circa 36 anni, potrebbe essere il responsabile del rapimento delle sei bambine. A breve lo stesso Ronald fa recapitare alla polizia una missiva, nella quale spiega le sue motivazioni: provava una sorda gelosia nei confronti di Billy, il quale stava per essere adottato da una famiglia “normale” grazie alla sua simpatia e voglia di vivere. A Mila, tuttavia, la lettera di Ronald sembra impostata pedissequamente come risposta puntuale a ognuna delle domande che la squadra si era posta nel locale lavanderia dell'istituto. Decide allora di recarsi nuovamente all'orfanotrofio per cercare di chiarire quel mistero. Dopo aver sorseggiato un tè con Padre Timothy, torna nella lavanderia.
Quando si trova nel seminterrato, Mila riceve la chiamata di Goran il quale, appreso che l'investigatrice si trova all'istituto, le confessa di aver capito che in realtà Ronald Dermis è proprio Padre Timothy. Lei tenta di uscire dai sotterranei ma, a causa del tè drogato dal prete, viene raggiunta da questi e catturata. Dermis tenta di buttarla dalla torre (esattamente come anni prima aveva fatto con Billy Moore, uccidendolo) ma fallisce: Mila, colpendolo, riesce invece a liberarsi e nella lotta l'assassino precipita dalla torre. In seguito si scopre però che nemmeno lui era Albert.
Durante il conciso funerale di Dermis viene dato l'allarme per il rinvenimento del corpo senza vita della terza bambina scomparsa, Sabine, all'interno della villetta di un dentista altolocato, Kobashi, che era appena rientrato da alcuni giorni di una vacanza ai tropici con la famiglia, organizzata proprio nell'ottica di sfuggire al serial killer. Il cadavere di Sabine ha gli occhi aperti ed è vestito come una bambola. L'esperto di interrogatori Boris torchia Kobashi, forte evasore fiscale, ma né lui né la sua dimora nascondono altri segreti. Mila ha una intuizione: l'etere. Gli esperti si mettono all'opera e trovano un debole segnale in Codice Morse: si tratta di un SOS proveniente dalla villetta Gress, che nel lussuoso centro residenziale con telecamere e guardie private sorge proprio di fronte a quella del dentista. All'interno della villa, la squadra di Roche trova i segni che dimostrano che la madre e i due figli erano stati tenuti segregati in casa per oltre sei mesi. Poi erano stati uccisi, fatti a pezzi, disciolti con l'acido e gettati negli scarichi domestici.
Grazie ai reperti rinvenuti, Mila e Boris capiscono che l'assassino è il muratore Feldher, che aveva lavorato alla costruzione della villa Kobashi. Egli, che aspettava di essere scoperto da un momento all'altro, si barrica nella sua squallida casa armato fino ai denti. Mentre Gavila, intuito che il muratore sia un altro discepolo di Albert, cerca di convincerlo a collaborare, un cecchino lo uccide.
Dopo aver visto una foto di Sabine datale dalla madre, Mila ha un'intuizione: notando che il cadavere di “Sabine” ha gli occhi azzurri capisce che quella trovata all'interno della villa del dentista in realtà è la quarta bambina rapita, Melissa. Riferisce la sua scoperta a Gavila, il quale comprende di essere stato ingannato dall'ispettore Roche. Questi confesserà di aver trovato il corpo della terza bambina (Sabine) ma di non aver voluto divulgare la notizia al di fuori della stretta squadra federale, mantenendo le distanze con lui (civile) e con Mila (poliziotta non federale). Il cadavere di Sabine è stato trovato nella villa del magnate Rockford, erede della ricchissima dinastia omonima. Rockford è ormai in fin di vita e in coma irreversibile quando la squadra scopre che questi, omosessuale, aveva ucciso tutti i suoi ex amanti riversandoli in una fossa comune. A questo punto urge parlare con Rockford, sicuramente rapportato con “Albert”, ma, viste le sue condizioni, appare impossibile, ancora una volta. Mila tenta di far mettere in contatto Rockford con una sua amica, una suora sensitiva di notevole fama, Nicla. Dopo alcuni tentativi, Nicla riesce a far emergere un pur labile livello di coscienza nel malato, che racconta così l'incontro avvenuto quasi vent'anni prima con il serial killer e il battesimo di fuoco a cui si era subito sottoposto uccidendo un uomo catturato da “Albert”. La squadra si reca alla casetta in legno, ormai abbandonata, descritta da Nicla, dove al suo interno trova cinque fotografie che ritraggono le cinque bambine uccise ancora in vita.
Di ritorno nell'appartamento utilizzato come centro operativo, la squadra vi trova il cadavere della quinta bambina, Caroline: secondo il perverso modus operandi del killer, ciò significa che uno di loro ha un crimine da nascondere. Ciò alimenta sospetti sulla squadra, ed essa viene affiancata da un esterno, il capitano Terence Mosca.
Intanto Mila ha una nuova intuizione: le bambine, specie quella portata via dalle giostre (Sabine), potrebbero esser state rapite da una donna, dunque il killer dovrebbe avere una complice. Inoltre Mila è convinta di essere pedinata, forse proprio dal killer. Decide allora di farsi ipnotizzare da Boris per capire se qualcosa le fosse sfuggito quando era stata seguita rientrando al bungalow dove alloggiava. In effetti emerge un particolare nuovo: al killer era caduta una monetina. Il giorno successivo, la prima a recarsi a cercarla è Sarah Rosa. L'ipnosi e la storiella della monetina erano una trappola: Rosa è la madre della sesta bambina scomparsa, Sandra, in realtà la prima a essere rapita dal killer, ormai quarantasette giorni prima. Addirittura da allora il killer, tenendo la piccola in vita e somministrandole un cocktail di farmaci che rallentano il dissanguamento e le cui tracce erano state trovate anche nel braccio mozzato di solo una (dettaglio al tempo inspiegabile) delle vittime, ricatta l'agente speciale: è lei ad aver portato il cadavere di Caroline all'interno del loro alloggio e ad aver rapito Sabine. Rosa si è vista costretta a farlo, ma sarà ugualmente incriminata. Questo spiega l'ostracismo di Rosa nei confronti di Mila: temeva che scoprendo l'identità della sesta bambina ne mettesse in pericolo la vita. La poliziotta non conosce il killer in quanto comunica con lei solo via mail. Si pensa allora di prendere in mano l'ultimo caso della squadra, conosciuto come "Wilson Pickett", un camionista killer di decine di prostitute. Su suggerimento di Gavila, Mosca fa arrestare l'agente Boris che avrebbe ucciso, al posto di salvare, l'ultima vittima del mostro dopo averla trovata ancora in vita: nel suo appartamento vengono trovati gli slip della ragazza.
A seguito di questi misfatti che hanno disgregato la squadra speciale, Vasquez e Gavila finiscono a letto e lei gli confida di essere stata rapita e tenuta segregata da piccola e di essere stata salvata grazie a Nicla. La piccola Mila, che durante la prigionia si era rotta il braccio sinistro, aveva una compagnetta che affermava che avessero due carcerieri: Steve, che le voleva in vita, e "Frankie", un individuo che le voleva morte e che non si era mai visto. In quel frangente la TV divulga la notizia della cattura del probabile serial killer: un rapinatore uscito dal carcere in libertà condizionata che si era scordato di passare in commissariato per la firma e aveva sparato a un agente di custodia, uccidendolo. Nella sua casa viene trovata la sesta bambina, sofferente ma viva. Nella colluttazione successiva il criminale, tale Vincent Clarisso, rimane ucciso. Considerata l'età del soggetto (trent'anni), Mila è convinta che non si tratti del loro uomo, ma tutte le prove nell'appartamento, oltre alla figlia di Rosa, lo fanno ritenere il responsabile. Nella casa del killer, Vasquez trova un filmato dell'interno dell'appartamento di Goran: Mila ora teme per il figlio del criminologo. Lei e la squadra si precipitano a casa sua e fanno una scoperta agghiacciante: in seguito dell'abbandono della moglie e della sua volontà di portarsi via il figlio, Goran li aveva entrambi uccisi: lo shock successivo gli aveva fatto credere che il figlio fosse ancora vivo. Quando rivede i corpi, Goran sembra prendere coscienza di ciò che aveva fatto e si butta dalla finestra. È stato proprio Goran a mettere gli slip nell'appartamento di Boris per farlo incriminare e per sviare i sospetti da sé.
Mila sa che qualcosa non torna su Clarisso. Nella casa di Goran trova l'incartamento riguardante il dialogo tra un direttore di carcere e un procuratore distrettuale sul caso di uno strano detenuto, di cui non si conosce l'identità e che fa di tutto per nasconderla. Incarcerato per futili motivi, ha diviso la cella per diversi mesi con un compagno: Vincent Clarisso.
Pensando a Charles Manson, famoso killer subliminale, Vasquez comprende: “Albert” è un killer subliminale, o "suggeritore", che dopo aver messo a punto il suo piano criminale si era fatto incarcerare per un reato minore così da procurarsi il migliore degli alibi. In cella aveva indotto il compagno Clarisso a eseguire tutta l'operazione, a cominciare dal rapimento di Sandra, figlia di Rosa. Poi aveva costretto l'agente a rapire Sabine e a consegnarla a Clarisso, che aveva rapito le altre quattro bambine, facendone rinvenire i corpi in luoghi appositi in modo da far scoprire l'identità dei suoi adepti, mai scoperti dalla polizia. “Albert”, sapendo di essere registrato da microspie, aveva indotto chi sapeva l'avrebbe ascoltato, Goran Gavila, a uccidere moglie e figlio.
Mila incontra l'uomo in galera e, stringendogli la mano, riesce a prelevare materiale organico per l'identificazione, che non avverrà perché l'uomo è assente da qualsiasi database. Le uniche parole pronunciate dal killer sono: «È femmina», riferendosi alla bambina di Gavila che Mila tiene in grembo. Mesi dopo, parlando con Sandra, scopre che Clarisso chiamava il suo complice «Frankie»: dunque il suo rapitore Steve era stato anch'egli indotto da “Albert/Frankie”. Era lei, fin dall'inizio, lo scopo finale del suggeritore.

## Personaggi
Mila VasquezDetective specializzata nel ritrovamento di bambini rapiti.
Goran GavilaCriminologo della polizia federale.
SternAgente speciale. È il più anziano e più alto in grado della squadra. Serio, sempre vestito impeccabilmente, si occupa della raccolta informazioni.
Klaus BorisAgente speciale. Il più giovane della squadra. Ex militare, è esperto in interrogatori.
Sarah RosaAgente speciale esperta in informatica. Sta attraversando una crisi coniugale. Ha una figlia pre-adolescente.
ChangMedico legale della polizia federale.
KreppResponsabile del reparto scientifico della polizia federale.
RocheIspettore capo della polizia federale.
Alexander BermannUn apparentemente tranquillo agente di commercio, in realtà pedofilo e "discepolo" di Albert.
Ronald DermisUn altro "discepolo" di Albert.
Joseph B. Rockford IIIMiliardario, si rivelerà essere uno dei primi "discepoli" di Albert.
Lara RockfordSorella di Joseph. Fa emettere una taglia di dieci milioni di dollari per trovare Albert.
Albert/FrankieÈ il criminale che organizza il rapimento delle sei bambine. Tramite uno stratagemma, si crea un alibi inattaccabile. Si tratta di un "suggeritore", o killer subliminale: convince altri a commettere crimini per lui. Il suo scopo sembra quello di fra ritrovare alla polizia federale alcuni criminali rimasti impuniti, tutti suoi "allievi".
Terence MoscaCapitano della polizia federale. Viene affiancato alla squadra speciale.
Benjamin Gorka/"Wilson Pickett"Ultimo serial killer scovato dalla squadra prima del caso "Albert".
Nicla PapakidisAmica di Vasquez, è una suora sensitiva. Unica femmina fra sette figli, dopo aver cresciuto i fratelli entra in convento, occupandosi dei derelitti della società. Grazie alle sue "qualità", ha aiutato negli anni la polizia a risolvere diversi rapimenti, compreso quello di Mila quand'era bambina.
Vincent ClarissoInfermiere di buona famiglia, tossicodipendente. Il complice di Albert.
Steve SmittyRapitore di Mila bambina.
Le bambine scomparse
Debby, 12 anni: rapita da un prestigioso collegio.
Anneke, 10 anni: scomparsa mentre era in bicicletta.
Sabine, 7 anni: sparita nel nulla mentre si trovava in una giostra di un luna-park assieme ai genitori.
Melissa, 13 anni: rapita mentre si recava di nascosto a un party.
Caroline, 11 anni: rapita da casa sua mentre dormiva.
Sandra, 12 anni: prima ad essere rapita e unica ad essere tenuta in vita da Albert.

## Critica
Il romanzo ha ottenuto il plauso della critica. Il noto autore di polizieschi Michael Connelly lo ha definito «una corsa mozzafiato. Una storia ad altissima tensione come alta è la posta in gioco. Carrisi ha fatto un lavoro superbo». La scrittrice Laura Grimaldi ha definito il romanzo come la nascita di una stella nera. Le scrittrici Angela Failla e Argeta Brozi affermano che il romanzo ha una «scrittura non scontata, piena di suspance e colpi di scena, è un misto di Giorgio Faletti, Michael Connelly e Dean Koontz. Non è solo un thriller, è molto di più: una storia che scava nelle ombre del cuore e non dà tregua». Sull'aggregatore di recensioni letterarie Qlibri il romanzo ottiene un voto medio di 3.8/5 sulla base di 105 recensioni. Il sito specializzato Recensione Libro, dando il massimo dei voti al romanzo, afferma: «[Il suggeritore è] un thriller che ha fatto scuola, punto di riferimento per scrittori e lettori».

## Edizioni
- Donato Carrisi, Il suggeritore, La Gaja scienza, Longanesi, 2009,  p. 462, ISBN 978-88-304-2644-3.
- Donato Carrisi, Il suggeritore, I grandi della TEA, TEA, 2011,  p. 462, ISBN 978-88-502-2303-9.